# Diakonie Neuendettelsau

Älteres Logo

Diakonie Neuendettelsau ist der ehemalige Name von Diakoneo. Die 1854 als Diakonissenanstalt Neuendettelsau gegründete Körperschaft des öffentlichen Rechts mit Sitz im fränkischen Neuendettelsau bei Nürnberg ist einer der größten unabhängigen diakonischen Träger in Deutschland. Sie änderte zum 1. Juli 2019 ihren Namen in Diakoneo.

## Geschichte

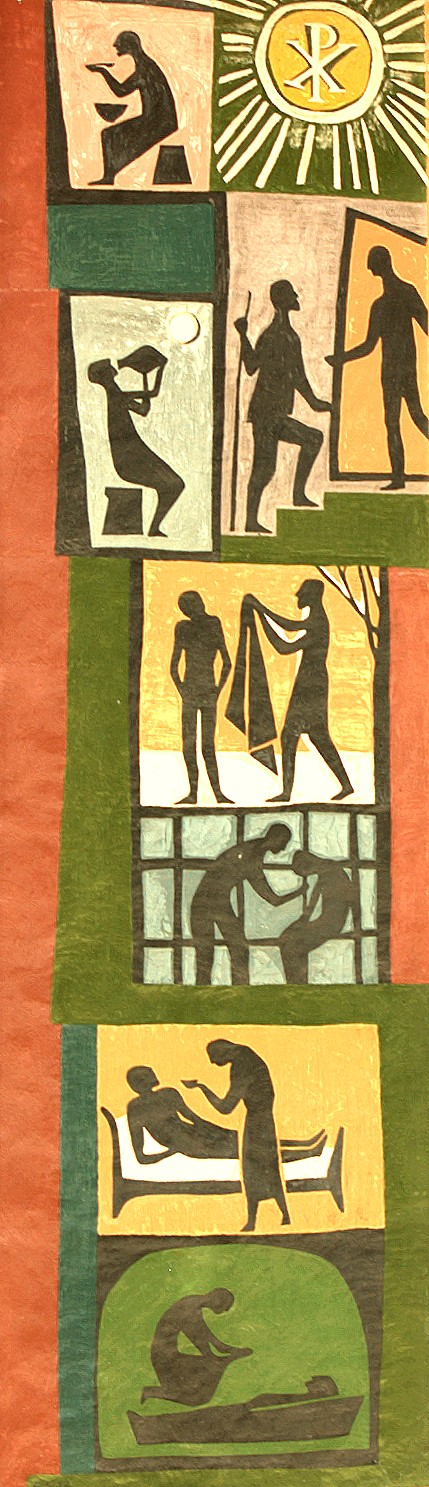
Darstellung des diakonischen Dienstes

### Anfänge
Gegründet wurde die Diakonie Neuendettelsau am 9. Mai 1854 von Wilhelm Löhe als Diakonissenanstalt in der Gemeinde Neuendettelsau, einer Ortschaft westlich von Nürnberg im Landkreis Ansbach. Es gehörte zu den Sozialwerken der neulutherischen Erweckungsbewegung des 19. Jahrhunderts.
Die ursprüngliche Absicht Löhes war, junge Frauen zu Krankenschwestern und Sozialarbeiterinnen auszubilden, damit sie dann in ihrer Gemeinde soziale Aufgaben übernehmen konnten. Dabei wurden auch ausgebildete Diakonissen nach Amerika geschickt. Dieses Ziel wurde nach kurzer Zeit modifiziert und es entstand ein Diakonissen-Mutterhaus, das als Wohnhaus für Diakonissen und Schülerinnen diente und dem eine Krankenanstalt und Betreuung für ältere und behinderte Menschen angegliedert war. Erste Oberin der Anstalt wurde Amalie Rehm.
Durch die Säkularisation zu Beginn des 19. Jahrhunderts waren in Bayern die Klöster aufgehoben worden, die bis dahin den Großteil der sozialen Tätigkeit und Volksschulen getragen hatten. Während die Landbevölkerung in der ersten Hälfte des 19. Jahrhunderts verarmte, war die traditionelle Armenpflege praktisch ausgefallen. Ebenso gab es nach der Aufhebung der Klöster kaum mehr Ausbildungsmöglichkeiten für junge Mädchen, und Diakonissenhäuser waren beinahe die einzige Institution, die in der damaligen Zeit unverheirateten Frauen einen Wirkungskreis bot.
Der Eintritt in die Diakonissengemeinschaft war in den ersten Jahrzehnten nicht zwingend lebenslang, zahlreiche Frauen traten auch wieder aus, weil sie heirateten.

### Ausweitung
In den 1860er Jahren kamen Strukturen wie Alters- und Krankenversorgung für die Diakonissen dazu, eine einheitliche Tracht wurde eingeführt. In den 1870er Jahren wurde unter dem Nachfolger Löhes, Friedrich Meyer, die geistliche Seite der Gemeinschaft stärker betont. Ebenso entstanden in dieser Zeit mehrere Filialen des Mutterhauses.
Es hatte von Anfang an auch männliche Mitarbeiter gegeben, doch die Brüderschule florierte in den ersten Jahrzehnten längst nicht so gut wie die Diakonissenanstalt. In den 1890er Jahren wurden unter Rektor Hermann Bezzel eine Brüderschule und ein Brüderheim für männliche Diakone gegründet, ferner das Schulwesen reformiert sowie das neue Krankenhaus in Neuendettelsau errichtet.
Das Werk expandierte weiter, neben den Spitälern und Altersheimen kamen Anfang des 20. Jahrhunderts noch eine Schule für Lehrerinnenausbildung, eine Höhere Töchterschule und eine soziale Frauenschule dazu. Anfang der 1930er Jahre hatte Neuendettelsau 1.300 Diakonissen.

### Diakonie Neuendettelsau während der NS-Zeit
Während der Zeit des Nationalsozialismus wurden die Schulen von Neuendettelsau wie alle konfessionell getragenen Schulen aufgelöst. Zwischen 1939 und 1941 wurden ca. 1.200 Menschen mit Behinderung aus Neuendettelsau als „lebensunwertes Leben“ in staatliche Heil- und Pflegeanstalten und von dort in Tötungsanstalten der „Aktion T4“ verlegt und dort zum größten Teil ermordet. Über 800 von ihnen kamen allein in Hartheim bei Linz in Österreich ums Leben. Die in Neuendettelsau verbliebenen Menschen mit Behinderung überlebten. Ärzte und Pfarrer hatten die in ihrer Obhut lebenden Menschen nach anfänglichem Zögern ausgeliefert. Der leitende Rektor der Diakonie Neuendettelsau Lauerer lieferte solche Patienten nach, wenn sie als Hilfskräfte für die Hausarbeit nicht mehr in Betracht kamen. Das Überleben des Einzelnen war somit der Entscheidungsgewalt der Diakonie unterstellt.

### Weg ins 21. Jahrhundert
Die Nachkriegszeit war die Zeit des Wiederaufbaus sowie der gesellschaftlichen Umstrukturierung, die auch die Entwicklungen in Neuendettelsau beeinflusste. Als soziale Institution mit einer langen Tradition, die sich gleichzeitig als innovativer und moderner sozialer Träger versteht, prägte die Diakonie Neuendettelsau auch in der Folge das diakonische Leben in Deutschland entscheidend mit. Zudem gingen immer wieder neuartige Impulse von den Neuendettelsauern aus, die in der sozialen Arbeit oder im Bildungsbereich schnell Fuß fassten. So entstand zum Beispiel in Neuendettelsau 1954 das Freiwillige Soziale Jahr/Diakoniesche Jahr. In der Mitarbeiterschaft der Diakonissenanstalt kam es im 20. Jahrhundert zu einer Verlagerung. Immer mehr freie Mitarbeitende, welche keiner Gemeinschaft angehörten, traten in den Dienst der Diakonie, sodass es im Jahr 1974 zu einer Satzungsänderung kam. Aus der Diakonissenanstalt wurde das Diakoniewerk Neuendettelsau.

## Heute
Heute sind die Neuendettelsauer, die als selbständiger Rechtsträger Mitglied im Diakonischen Werk Bayern sind, mit weit über 200 Einrichtungen und über 10.000 Mitarbeitenden eines der größten diakonischen Unternehmen in Deutschland, das Angebote und Dienstleistungen im Gesundheits- und Sozialmarkt erbringt. Sie ist in der Region einer der größten Arbeitgeber. Neben dem Hauptsitz Neuendettelsau, wo jedes Jahr ein Jahresfest mit abwechslungsreichem Programm für Kinder und Erwachsene veranstaltet wird, werden Standorte in ganz Franken, Schwaben, Baden-Württemberg und im europäischen Ausland betrieben.
2017 wurde bekannt gegeben, dass die Diakonie Neuendettelsau mit der Werkstatt und der Förderstätte für Menschen mit Behinderung von Himmelkron nach Neuenmarkt umzieht, dort wird in einen modernen Neubau investiert, da der ehemalige Standort, das Himmelkroner Schloss, nicht behindertengerecht ist und zudem hochwassergefährdet.
Zum 1. Januar 2018 übernahm die Diakonie Neuendettelsau 75 Prozent der Anteile der Klinik Schwabach.
Im Jahr 2019 trat die Diakonie Neuendettelsau als juristische Person in das Evangelische Diakoniewerk Schwäbisch Hall e. V. ein. Zuvor waren alle bisherigen Mitglieder aus dem meist Diak genannten Verein ausgetreten. Der Verein wurde danach in eine gemeinnützige GmbH umgewandelt, deren einziger Gesellschafter die Diakonie Neuendettelsau wurde. Diese änderte in diesem Zuge ihren Namen in Diakoneo.

## Organisation und Beteiligungen
Diakoneo, so der offizielle Satzungsname seit 2019, ist eine Körperschaft des öffentlichen Rechts.

### Vorstand
Geleitet wird das Unternehmen vom Vorstand, Vorstandsvorsitzender ist der Rektor. Neben dem Vorstandsvorsitzenden, der Oberin der Diakonissengemeinschaft und dem Kaufmännischen Vorstand, sind die Vorstände der Arbeitsgebiete Bildung, Gesundheit und Dienste für Menschen vertreten. Das Arbeitsgebiet Dienste für Menschen ist nochmals untergliedert in die Geschäftsfelder Dienste für Menschen mit Behinderung, Dienste für Senioren und Dienste für Kinder.

### Kuratorium
Als Aufsichtsorgan fungiert das Kuratorium. Dieses wiederum bestellt einen Aufsichtsrat, der als kleineres Gremium die operativen Geschäfte begleitet.

### Geschäftsfelder
Zu den Geschäftsfeldern gehören der Bereich Bildung mit fast 40 Schulen und Ausbildungseinrichtungen, wie etwa der Fachakademie für Sozial- und Heilpädagogik Hof sowie die Dienste für Senioren mit ambulanten und stationären Angeboten an rund 20 Standorten Franken, Baden-Württemberg und Polen. Dazu kommen der Bereich Gesundheit mit fünf Klinikstandorten in Ansbach, Neuendettelsau, Nürnberg, Schwabach und Schwäbisch Hall, sowie die Dienste für über 2.000 Menschen mit Behinderung in Mittel- und Oberfranken sowie Schwaben. Ferner besuchen rund 1.100 Kinder die Kinderkrippen, Kindergärten und Horte der Dienste für Kinder in der Metropolregion Nürnberg. Eine Gründung des Werkes und eine hundertprozentige Tochter ist die Wilhelm Löhe Hochschule in Fürth. In Neuendettelsau besteht zudem die Internationale Akademie DiaLog mit einem breiten Fortbildungsangebot. Der diakonische Träger führt auch mehrere Betriebe wie die Kirchlichen Werkstätten Hostenbereitung und Paramentik sowie die Bäckerei, Gärtnerei und Metzgerei am Hauptsitz in Neuendettelsau. Ebenfalls dort existiert ein Drei-Sterne-Hotel, das DiaLog-Hotel Neuendettelsau. Ein weiteres Arbeitsfeld ist der Bereich Asyl und Migration.

### Beteiligungen
Neben 100-prozentigen Tochterunternehmen wie der Rangauklinik Ansbach GmbH, der beiden medizinischen Versorgungszentren MVZ Ansbach und MVZ Hallerwiese in Nürnberg, der Wissenschaft und Forschung WuF GmbH (Wilhelm Löhe Hochschule Fürth), der Diakonischen Dienste Neuendettelsau GmbH und der Diakonischen Dienstleistungs GmbH ist die Diakonie Neuendettelsau beispielsweise auch mehrheitsbeteiligt bei der Krankenhaus Schwabach GmbH der collegium oecumenicum gGmbH Bamberg, der Diakonie NordWest gGmbH Nürnberg und der Diakonie Nürnberg-Ost gGmbH. Zudem hält die Diakonie Neuendettelsau unter anderem Anteile an folgenden Gesellschaften: Integrative Kindertageseinrichtung Tillypark Nürnberg GmbH, Autismus-Kompetenzzentrum Oberfranken gGmbH, Autismus-Kompetenzzentrum Mittelfranken gGmbH oder dem Kulmbacher Verbund für Menschen mit psychischen Beeinträchtigungen gGmbH.

### Internationales Engagement
Schon in den ersten Jahrzehnten des Bestehens bauten die Neuendettelsauer internationale Projekte auf. So hat bereits Gründer Wilhelm Löhe Diakonissen nach Nordamerika, ins Baltikum, ans Schwarze Meer und nach Bessarabien, das heutige Moldawien gesandt, um Menschen zu betreuen und zu versorgen. Auch wurden beispielsweise bereits 1868/69 an der französischen Rivieraküste in Nizza Menschen aus dem nördlicheren Europa betreut, die dort überwinterten oder ihren Lebensabend verbrachten. Der diakonische Träger begreift es bis heute als ihre Aufgabe, durch praktische Arbeit die soziale Integration Europas voranzutreiben und arbeitet vor diesem Hintergrund mit vielen Partnern in ganz Europa zusammen.

### Einrichtungen und Sakralbauten
Nachdem die Diakonissenanstalt anfangs im örtlichen Gasthaus Zur Sonne untergekommen war, begann mit der Eröffnung des neuerbauten Diakonissenhauses, später Mutterhaus genannt, im Oktober 1854 die institutionelle Diakonie in Neuendettelsau. Im Mutterhaus fanden die vier großen Arbeitsgebiete, die heute die Arbeit von Diakoneo kennzeichnen, ihren Beginn. Es standen Ausbildungs- und Lehrräumlichkeiten zur Verfügung für das Schulwesen, für die Krankenpflegeausbildung wurden eigens Krankenzimmer eingerichtet, Alte und Sieche fanden ebenso Aufnahme wie Menschen mit Behinderung.
Da die Räumlichkeiten schon bald zu beengt waren, wurden Bauten wie das Krankenhaus, die heutige Clinic Neuendettelsau, Waisenhaus, Magdalenium oder das Christophorusheim realisiert. Später folgte die Errichtung der Anstaltskirche St. Laurentius (Neuendettelsau), der Umbau des alten Betsaals als Paramentik (Neuendettelsau), der Bau des Zentralschulhauses, der heutige Löhe-Campus, die Errichtung der Kapelle St. Christophorus (Neuendettelsau) oder der Friedenshort (Neuendettelsau). Begann ab den 1860er Jahren die intensive Bautätigkeit der Diakonissenanstalt in Neuendettelsau, so wurde diese ab den 1890er Jahren mit der Ausweitung der Dienste auch in die Filialstandorte übertragen. So entstanden im 20. und 21. Jahrhundert Altenhilfeeinrichtungen wie das Sigmund-Faber-Heim in Hersbruck, die Erweiterung des Lützelbucher Laurentiushauses in Coburg, diverse Wohnheime, Förderstätten und Werkstätten für Menschen mit Behinderung, Kindergärten oder Fachschulen. Ferner wurden die Erweiterung der Klinik Hallerwiese in Nürnberg, der Seniorenpark am Kreuzberg in Crailsheim, das Seniorenzentrum Rothenburg, die Kompetenzzentren Demenz in Nürnberg und Forchheim, oder die Senior Residencen in den polnischen Städten Allenstein und Danzig realisiert. 2019 kamen die Einrichtungen des vormaligen Diakoniewerks Schwäbisch Hall hinzu, wie das Gottlob-Weißer-Haus oder die Diak-Klinik in Schwäbisch Hall.

## Rektoren

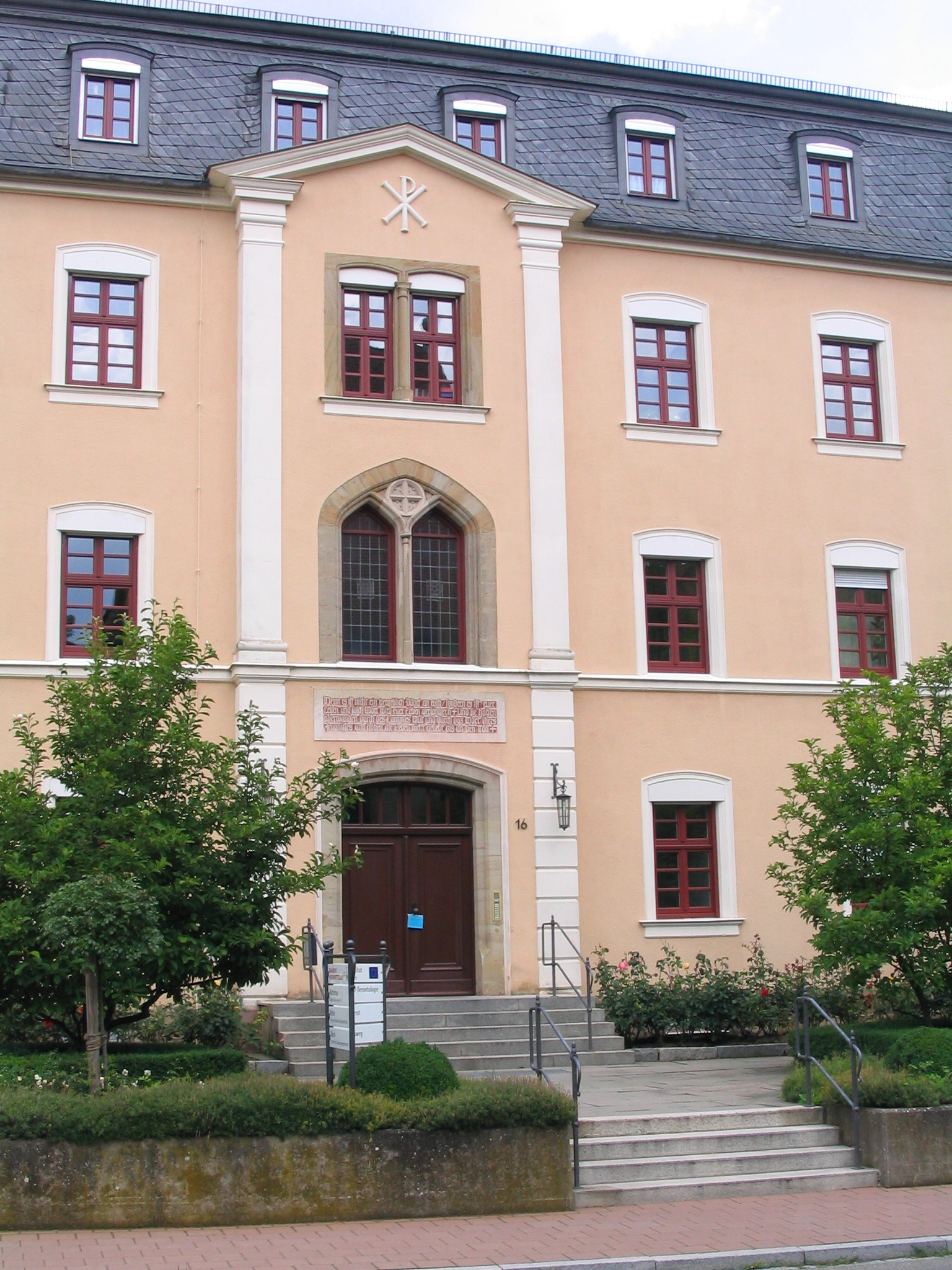
Für die Diakonissenanstalt erbautes Mutterhaus und Rektorat

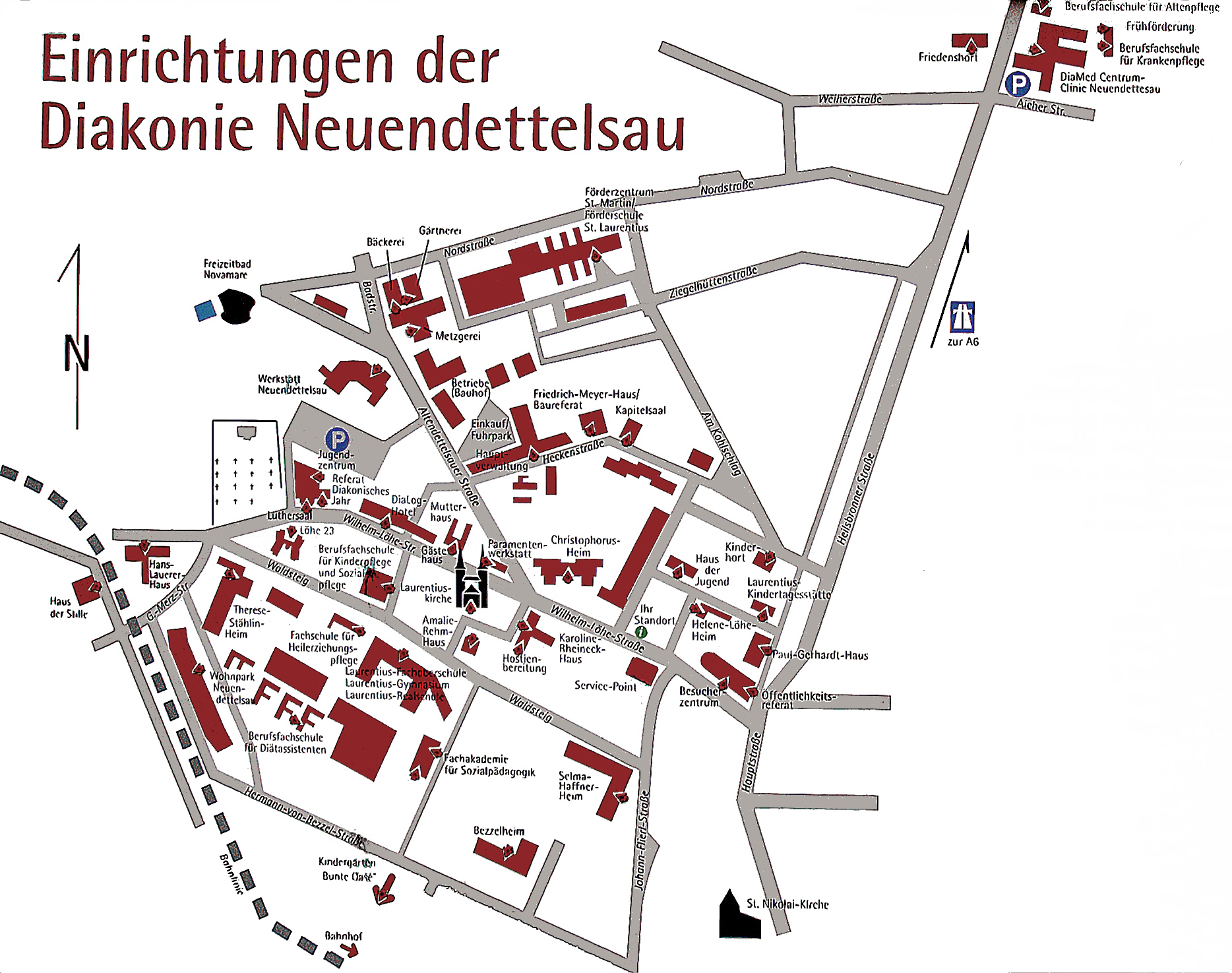
Einrichtungen von Diakoneo am Hauptsitz Neuendettelsau

Rektoren der Diakonie Neuendettelsau (1854 bis 1975 Diakonissenanstalt Neuendettelsau, 1975 bis 2019 Diakonie Neuendettelsau)
- 1854–1872: Wilhelm Löhe[3]
- 1872–1891: Friedrich Meyer
- 1891–1909: Hermann Bezzel
- 1909–1918: Wilhelm Eichhorn
- 1918–1953: Hans Lauerer[3]
- 1953–1955: Hermann Dietzfelbinger[20]
- 1955–1963: Theodor Schober
- 1963–1975: Johannes Meister
- 1975–1990: Heinz Miederer
- 1990–2015: Hermann Schoenauer[21]
- 2015–Januar 2025: Mathias Hartmann[22]